# Modesto Cortázar
Modesto Cortázar Leal de Ibarra (* 15. Juni 1783 in Briviesca (Provinz Burgos); † 25. Januar 1862 in Madrid) war ein spanischer Politiker und Ministerpräsident Spaniens (Presidente del Gobierno).

## Biografie
Seine Eltern waren der Jurist Juan Manuel Cortázar Mijangas und die aus Álava stammende Vicenta Antonia Leal de Ibarra.
Nach dem Studium der Rechtswissenschaften an der Universität Valladolid war er während der französischen Besatzung als Richter in Saragossa tätig. Damit galt er als Afrancesado, der einen liberalen und konstitutionellen Staatsaufbau unterstützte.
Von 1814 bis 1820 lebte er im französischen Exil in Bordeaux, von 1824 bis 1834 in London. Danach konnte er seine juristische Laufbahn fortsetzen.
Sein Bekenntnis zu einem gemäßigten Liberalismus führte ihn in die Politik.
Bei den Wahlen vom 24. Juli 1839 wurde er zum Abgeordneten des Parlaments (Congreso de los Diputados) gewählt, wo er bis zum 1. Februar 1841 den Wahlkreis Zamora vertrat.
Am 29. August 1840 wurde er als Nachfolger von Valentín Ferraz zum Ministerpräsidenten (Presidente del Gobierno) einer Übergangsregierung ernannt, in der er zugleich das Amt des Ministers für Gnadengesuche und Justiz (Ministro de Gracia y Justicia) übernahm. Bereits zwei Wochen später musste er jedoch zurücktreten und wurde als Ministerpräsident durch Vicente Sancho abgelöst.
In dem als „Moderates Jahrzehnt“ (Década Moderada) bezeichneten Zeitraum von 1843 bis 1853 wurde er bei den Wahlen vom 15. September 1844 dann erneut zum Abgeordneten des Parlaments gewählt und war dort diesmal bis zum 20. Oktober 1851 abwechselnd Vertreter der Wahlkreise von Burgos und Zamora. Während dieser Zeit war er im Januar 1847 auch kurzzeitig Präsident des Parlaments. Im gleichen Jahr wurde er am 12. September 1847 zum Außenminister (Ministro de Estado) in das Kabinett von Florencio García Goyena berufen, dem er bis zum 4. Oktober 1847 angehörte.
1846 wurde ihm das Großkreuz des Orden de Isabel la Católica verliehen.
In Anerkennung seiner politischen Verdienste wurde er schließlich am 20. Oktober 1851 zum Senator auf Lebenszeit (Senador Vitalicio) ernannt.

## Werke (Auswahl)
- Discurso que en el día 2 de Enero de 1836 pronunció el Señor Don Modesto Cortázar, Regente del Consejo Real de Navarra en la apertura solemne del mismo. Imprenta de Javier Goyeneche, Pamplona 1836.

- Discurso pronunciado en el Congreso de los Diputados el día 7 de Octubre de 1839, con motivo de la discusión sobre el Proyecto de ley relativo a los Fueros de las Provincias Vascongadas y Navarra. Diario de sesiones de Cortes. Congreso de los Diputados, Madrid 1839.

- Discurso que el 2 de enero de 1840 leyó en la apertura de la Audiencia territorial de Valladolid su regente D. Modesto Cortázar. Imprenta Julián Pastor, Valladolid 1840.